# Frank Gifford
Francis Newton „Frank“ Gifford (* 16. August 1930 in Santa Monica, Kalifornien; † 9. August 2015 in Greenwich, Connecticut) war ein US-amerikanischer American-Football-Spieler und Sportmoderator. Er spielte als Halfback in der National Football League (NFL) bei den New York Giants.

## Jugend
Frank Gifford wurde als Sohn eines Ölarbeiters in Santa Monica geboren. Er hat noch zwei Geschwister. Sein Vater war ständig auf Arbeitssuche und die Familie war dadurch ständig gezwungen den Wohnsitz zu wechseln. Nicht immer hatte die Familie eine feste Wohnung, hin und wieder schliefen die Familienmitglieder im Auto. Frank besuchte in Bakersfield die High School, wo er auch American Football spielte. Seitens seines High-School-Trainers wurde ihm ein Footballstipendium in Aussicht gestellt. Dazu reichten seine schulischen Leistungen jedoch nicht aus. Um die Aufnahmevoraussetzungen für die University of Southern California (USC) zu erfüllen, besuchte er zunächst für ein Jahr in Bakersfield ein Junior College. Auch dort spielte er Football und wurde aufgrund seiner sportlichen Leistungen zum All-American gewählt.

## Spielerlaufbahn

### Collegekarriere
Frank Gifford studierte von 1949 bis 1951 an der University of Southern California (USC). Für deren Footballmannschaft, die USC Trojans spielte er zunächst in der Defense als Defensive Back. Gifford war zunächst nur Ersatzspieler, wurde aber aufgrund einer Verletzung des Starters eingewechselt und erzielte bereits in seinem ersten Spiel für die Trojans zwei Interceptions. Gifford spielte überwiegend in der Abwehr seiner Mannschaft kam aber auch sporadisch als Quarterback zum Einsatz. 1951 wurde er überwiegend als Runningback eingesetzt. In diesem Jahr wurde er auch zum All American gewählt. Dies machte auch die Mannschaften der NFL auf ihn aufmerksam.

### Profikarriere
Im Jahr 1952 wurde Frank Gifford von den New Yorks Giants in der ersten Runde an elfter Stelle des NFL Draft ausgewählt. Head Coach der Mannschaft war Steve Owen, der Gifford bereits in seinem Rookiejahr als Starter auf der Position eines Halfbacks einsetzte. Im Jahr 1954 wurde Owen durch Jim Lee Howell ersetzt. Er führte das Team 1956 in das NFL-Meisterschaftsspiel. Gegner waren die Chicago Bears, die sich in dem Spiel deutlich mit 7:47 geschlagen geben mussten. Gifford konnte einen Pass von Quarterback Charlie Conerly zu einem Touchdown verwerten. Er fing vier Pässe und erzielte damit einen Raumgewinn von 131 Yards.
Im Jahr 1958 spielte er mit den Giants im NFL-Endspiel gegen die Baltimore Colts. Zwei Minuten vor Spielende führte seine Mannschaft mit 17:14. Er selbst hatte mit einem Touchdown zu dem Ergebnis beigetragen. Die Giants hatten einen dritten Versuch und mussten einen Raumgewinn von vier Yards erzielen, um einen neuen ersten Versuch zu erhalten. Gifford erhielt den Ball und wurde von Gino Marchetti zu Fall gebracht. Obwohl die Colts protestierten, entschieden die Schiedsrichter, dass Gifford die vier Yards Raumgewinn nicht erzielt hatte, und die Giants gaben den Ball mit einem Punt an die Colts ab. Der Quarterback der Colts, Johnny Unitas, nutzte dies, um seine Mannschaft zum Ausgleich zu führen. In der Spielverlängerung konnten die Colts dann das Spiel für sich entscheiden. Es wird noch heute von vielen Footballfans als das beste jemals gespielte Footballspiel aller Zeiten bezeichnet.
Obwohl die Giants zahlreiche All-Star-Spieler wie Emlen Tunnell, Del Shofner oder Andy Robustelli in ihren Reihen hatten, blieb der Endspielsieg 1956 der einzige Titelgewinn für Gifford. Bis zu seinem Karriereende im Jahr 1964 scheiterte er mit seinen Mannschaften noch viermal im NFL-Endspiel. Im Jahr 1960 wurde Gifford in einem Spiel gegen die Philadelphia Eagles von Chuck Bednarik derart hart getackelt, dass er sich eine schwere Kopfverletzung zuzog. Er lag zehn Tage im Krankenhaus, verpasste die komplette NFL-Saison 1961 und konnte in diesem Jahr auch nicht am NFL-Endspiel teilnehmen. Obwohl es lange Zeit danach aussah, als würde er seine Laufbahn beenden müssen, kehrte Gifford 1962 auf das Spielfeld zurück. Im selben Jahr wechselte er auf die Position des Flankers. Nach der Saison 1964 beendete Gifford seine Laufbahn.

## Abseits des Spielfelds
Bereits während seiner Spielerlaufbahn trat Frank Gifford immer wieder als Schauspieler in kleineren Rollen in Erscheinung. Er war zunächst Moderator für Football- und Baseballspiele beim amerikanischen Fernsehsender CBS und wechselte 1971 zum Sender ABC. Bis 1997 kommentierte und analysierte er unter anderem zusammen mit Don Meredith, Dan Dierdorf, Lynn Swann und Howard Cosell für diesen Sender die Monday-Night-Football-Spiele. Ein privater Skandal um einen öffentlich gemachten Seitensprung mit einer Stewardess führte letztendlich zum Ende seiner Moderatorenlaufbahn.
Frank Gifford war drei Mal verheiratet und hatte fünf Kinder. Seine dritte Ehefrau ist Kathie Lee Gifford, die er 1986 heiratete. Gifford starb am 9. August 2015 im Alter von 84 Jahren in seinem Zuhause in Greenwich, Connecticut. Er war an chronisch-traumatischer Enzephalopathie erkrankt. Er fand auf dem Ivy Lawn Memorial Park in Ventura seine letzte Ruhestätte.

## Ehrungen
Frank Gifford spielte achtmal im Pro Bowl und wurde 1958 zum Pro Bowl MVP gewählt. Sechsmal erfolgte die Wahl zum All-Pro. Seine Rückennummer wird bei den Giants nicht mehr vergeben. Er ist Mitglied im NFL 1950s All-Decade Team, in der College Football Hall of Fame und in der Pro Football Hall of Fame, sowie in der USC Athletic Hall of Fame. Im Jahr 1956 erhielt er den NFL Most Valuable Player Award, als bester Spieler einer Saison. Die Giants ehren ihn auf dem New York Giants Ring of Honor.